# К.К. Слайдер
К. К. Слайдер (англ. K.K. Slider), известный в Японии как Тотакэкэ (яп. とたけけ) — персонаж из серии видеоигр Animal Crossing от Nintendo. Считается одним из самых популярных персонажей серии. Его дебют состоялся в первой части Animal Crossing, и с тех пор он появляется в каждой игре серии. К. К. Слайдер — музыкант, организатор живых выступлений перед горожанами и продавец внутриигровых музыкальных альбомов. Музыка Слайдера базируется на работах композитора Nintendo Кадзуми Тотака: японское имя пса — Тотакеке, похоже на фамилию и имя композитора — Тотака К. Образ животного, в целом, — это карикатурное воплощение самого композитора
К. К. Слайдер периодически появлялся за пределами серии Animal Crossing, например, в качестве камео в видеоиграх Super Smash Bros. для Nintendo 3DS и Wii U и Super Smash Bros. Ultimate.

## Концепт и создание
К. К. Слайдер — пёс породы джек-рассел-терьер. Его роль заключается в пении различных мелодий под аккомпанемент своей гитары. Он может сыграть песню для игрока на базе его запроса или в соответствии с его настроением. К. К. Слайдер — путешественник — хиппи и решительно выступает против коммерциализации своего творчества, в частности продажи песен за деньги. Однако начиная с Animal Crossing: New Leaf игрок имеет возможность купить песни Слайдера (за исключением нескольких композиций, которые можно получить, лишь направив К. К. Слайдеру запрос во время его выступления)

## Появления
К. К. Слайдер был впервые представлен в игре Animal Crossing для Nintendo GameCube. В игре он играет роль гитариста, который исполняет песни для игрока и горожан, если игрок направил ему свой запрос, и по окончании даёт игроку виртуальную копию песни, которую можно воспроизвести в плеере дома Эта роль остается практически неизменной на протяжении всех игр серии Animal Crossing с небольшими изменениями вплоть до Animal Crossing: New Leaf, в котором он также берет на себя роль диджея под псевдонимом DJ K.K. У него также есть второстепенные роли в играх Animal Crossing: Happy Home Designer, Animal Crossing: Amiibo Festival (в роли фигурки Amiibo), Animal Crossing: Pocket Camp и в аниме Лес Животных. К. К. Слайдер также появляется на концерте, посвящённому видеоигре Splatoon в Японии, и концерте Nintendo Live в Токио. Рецензент GameRant отметил, что выступления К. К. Слайдера в вайнах звучат забавно. К. К. Слайдер несколько раз появлялся за пределами серии Animal Crossing, например, в качестве костюма для бойца Mii игрока в играх Super Smash Bros. для Nintendo 3DS и Wii U и Super Smash Bros. Ultimate, а также в роли фигурки Amiibo.

## Отзывы критиков
Рецензент UGO.com отметил К. К. Слайдера на 2 месте в списке лучших персонажей серии Animal Crossing. Рецензент Kotaku отметил его как одного из самых «потрясающих псов-компаньонов в видеоиграх». Рецензент Nintendo Life захотел, чтобы K.K. Слайдер появится в игре Animal Crossing: New Horizons. Рецензент Destructoid похвалил персонажа за исполнение кавера на песню «Hey Ya!» дуэта Outkast, в то время как рецензентка Kotaku также похвалила музыкальные качества персонажа и заявил, что К. К. Слайдер является самым влиятельным музыкантом текущего поколения. По словам рецензентки Polygon, К. К. Слайдер является наиболее любимым персонажем среди фанатов серии Animal Crossing. Thegamer отметили К. К. Слайдера как их самого любимого персонажа и заявили — «Мы любим К. К. Слайдера за многие вещи, в том числе за его непринужденную персонификацию, зажигательную музыку и за его заводные мотивы». Softonic включил К. К. Слайдера в список самых крутых собак в видеоиграх. В топе персонажей, составленном Nintendo Japan К. К. Слайдер занял 1 место.